# James Gillray

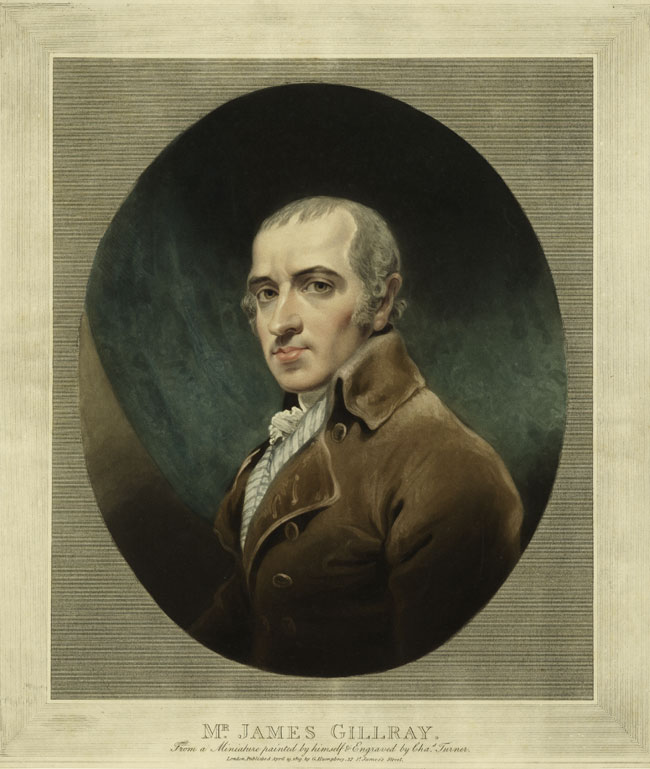
James Gillray. A legenda diz "A partir de uma Miniatura pintada por ele próprio e gravado por Chat. Tuines(?)

James Gillray, por vezes escrito como Gilray (13 de Agosto de 1757 – 1 de Junho de 1815), foi um caricaturista britânico famoso pelas suas sátiras políticas e sociais feitas em gravuras, publicadas principalmente entre 1792 e 1810.
Pouco se sabe sobre a vida de Gillray, o que é notável, já que seu trabalho foi bastante celebrado durante sua própria vida. Ele nasceu em circustãncias humildes, filho de um homem que perdera seu braço como um dragão na Batalha de Fontenoy em 1745. um fato que ajuda a explicar por que as únicas expressões inequívocas de piedade, na obra geralmente impiedosa de Gillray, são para um ex-combatente com duas pernas de pau e com ambos os braços amputados, o qual está sentado e sem êxito pede esmola, no canto esquerda da gravura "A New Way to Pay the Nacional Debt". Nessa imagem, o Rei Jorge III emerge do tesouro com sacos de ouro enquanto lhe é oferecido ainda mais pelo primeiro-ministro, Willian Pitt, que já encheu de ouro os próprios bolsos.

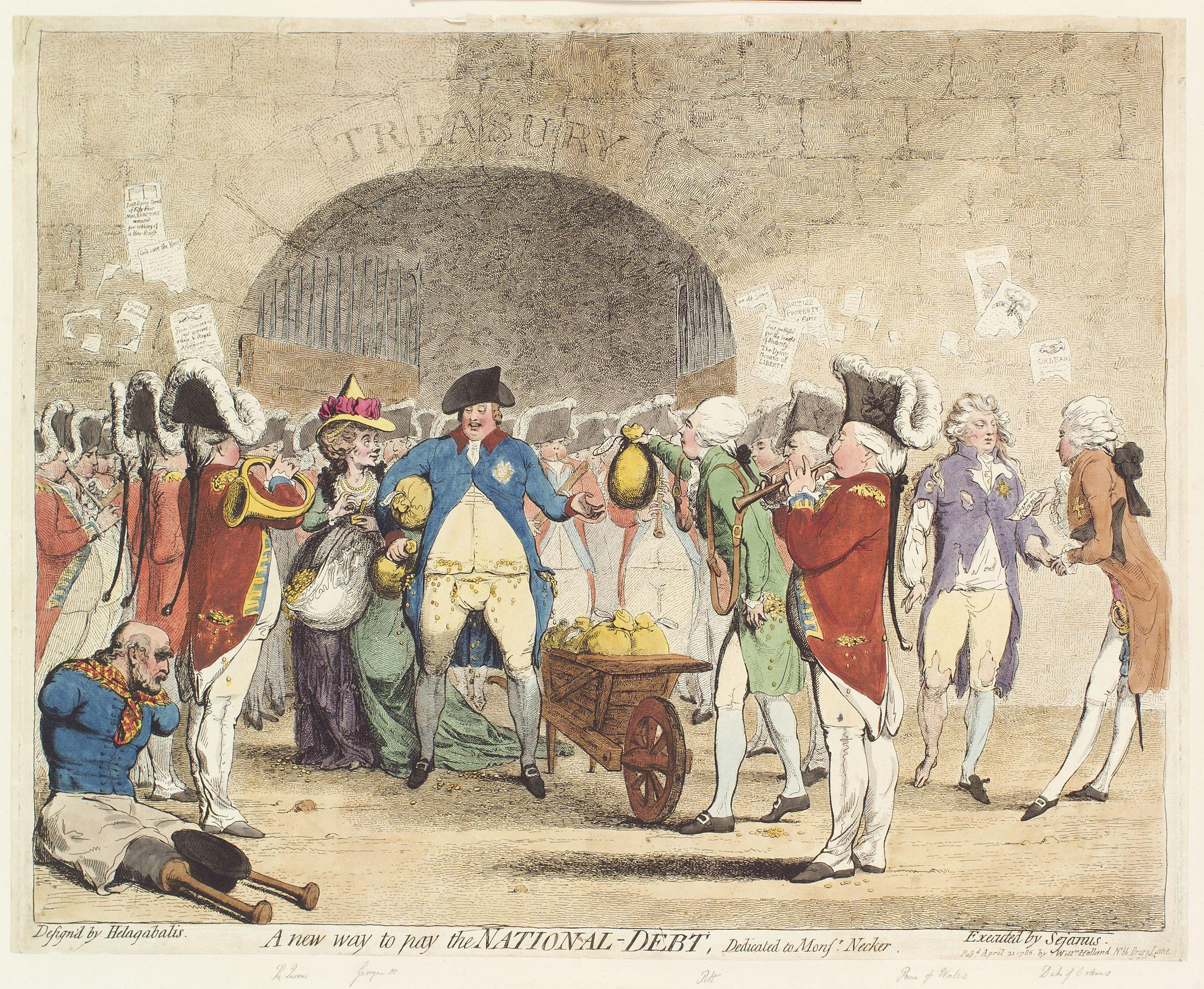
"A New Way to Pay the National Debt." (Um Novo Jeito de Pagar a Dívida Nacional.)

Tinha um irmão mais velho chamado John, quando estava gravemente doente aos sete anos, implorou para que trouxessem seu caixão para perto dele. Gillray nasceu, pois metade das crianças de Londres morria antes de completar cinco anos, e ele foi o único entre os cinco irmãos que sobreviveu até a idade adulta.
De resto, a pessoa de Gillray permanece enigmática. Ele preferia a companhia de comerciantes numa taverna à do beau monde
Extraído do livro: Nossa Cultura ou O Que Sobrou Dela, Theodore Dalrymple